# Willy Fossli
Willy Fossli (Asker, 1931. július 8. – 2017. január 29.) válogatott norvég labdarúgó, csatár.

## Pályafutása
1948 és 1965 között az Asker labdarúgója volt. Az 1955–56-os idényben a bajnokság gólkirálya volt. 1953 és 1957 között hét alkalommal szerepelt a norvég válogatottban.

## Sikerei, díjai
Asker
- Norvég bajnokság
  - gólkirály: 1955–56